# Heather Simmons
Heather Simmons, född den 25 maj 1970 i Mountain View, USA, är en amerikansk konstsimmare.
Hon tog OS-guld i lagtävlingen i konstsim i samband med de olympiska konstsimstävlingarna 1996 i Atlanta.